# جورجي ليندبورج جونيور
جورجي ليندبورج جونيور هو ممثل دومنيكاني ولد في 21 يناير 1996.